# بنت بيرغر
بنت بيرغر (بالنرويجية البوكمول: Bent Berger)‏ هو قاضي نرويجي، ولد في 6 مايو 1898، وتوفي في 2 مايو 1985.